# Jesús María Pérez Loriente
Jesús María Pérez Loriente   (Biscarrués, 1 de novembre de 1930 - 1986) va ser un jugador de bàsquet aragonès.
Mesurava 1,90 metres d'altura i jugava a la posició de pivot. Amb 13 anys jugava a la Unión Deportiva Huesca, de 1947 a 1949 jugà al Cerbuna de Saragossa, per motius d'estudi, i la temporada 1949-50 retornà al club d'Osca. La temporada 1950-51 va fitxar pel FC Barcelona, club on jugaria durant set temporades fins a la seva retirada en finalitzar la temporada 1956-57.
Va ser internacional amb la selecció espanyola en 6 ocasions i guanyà la medalla d'argent en els Jocs del Mediterrani de 1951, celebrats a Alexandria.